# آلبرت نیمان
آلبرت نیمان (آلمانی: Albert Niemann؛ ۲۰ مهٔ ۱۸۳۴ – ۱۹ ژانویهٔ ۱۸۶۱) یک شیمی‌دان اهل آلمان بود. او کوکائین را کشف کرد.